# Теребля-Рикская ГЭС
Теребля-Рикская ГЭС — гидроэлектростанция на реке Теребля у села Противень (Нижне-Быстровский сельсовет) в Хустском районе Закарпатья.

## Общие сведения
Строительство ГЭС началось в 1949 году, выдавать электроэнергию в сеть начала в 1956 году. ГЭС построена по плотинно-деривационной схеме - вода забирается из водохранилища на реке Теребля и перебрасывается по тоннелю через горный хребет в реку Рика. 
Состав сооружений ГЭС:
- Гравитационная бетонная плотина на р.Теребля длиной 269 м и максимальной высотой 45,8 м. Плотина водосбросная, затворов не имеет (при превышении максимально допустимого уровня вода свободно переливается через водосливную часть плотины). В плотину уложено 170 тыс. м³ бетона. Координаты центральной части плотины — 48°21′53″ с. ш. 23°37′53″ в. д.HGЯO. Плотина образует небольшое Ольшанское водохранилище площадью 1,55 км² и полной ёмкостью 24 млн м³ (полезная ёмкость - 17 млн м³).
- Водоприёмник с шахтой управления затворами
- Деривационный туннель длиной 2635 м и диаметром 2,5 м
- Уравнительная шахта
- Помещение дроссельных затворов
- Металлический напорный трубопровод длиной 380 м и диаметром 2,1 м
- Здание ГЭС
- Аварийный водосброс
- ОРУ 110 кВ.

Мощность ГЭС — 27 МВт, среднегодовая выработка — 133 млн кВт·ч. В здании ГЭС установлено 3 вертикальных гидроагрегата мощностью по 9 МВт с радиально-осевыми турбинами РО-128-ВМ-160, работающие при расчётном напоре 200 м. Турбины приводят в действие гидрогенераторы ВГС 260/99-10 производства Уралэлектроаппарат. Отработавшая на турбинах вода сбрасывается в русло реки Рика.

## История
Ещё в 1923 инженер Крижки предложил строительство станции в месте максимального сближения рек. Первый проект появился в 1948 году, он предполагал строительство подземного машинного зала на глубине 30 метров и забетонированный в скале трубопровод, однако в целях удешевления и ускорения строительства проект был переработан и как рабочий был принят проект станции с машинным залом на Рике, и головным узлом с плотиной высотой 40 метров на Теребле.
Строительство велось силами финских военнопленных.